# Patrice Halgand
Patrice Halgand (Saint-Nazaire, Bretaña, Francia, 2 de marzo de 1974) es un ciclista francés.

## Trayectoria
Debutó en 1995 en el ciclismo profesional, con el equipo francés Festina. Su primera victoria profesional fue en 1997. Ganó una etapa en la Estrella de Bessèges. En 2000 fichó por el equipo Jean Delatour. Allí consiguió la clasificación general de la Copa de Francia de Ciclismo. 
Un año más tarde, ganó el Regio-Tour. Su año de mayor éxito fue 2002. Ganó una etapa en la Dauphiné Libéré y otra del Tour de Francia. Desde el año 2004 corrió para el equipo Crédit Agricole. En la Ruta del Sur de 2005 ganó una etapa.

## Palmarés
| 1997 - Estrella de Bessèges, más 1 etapa - Vuelta a Chile, más 1 etapa 1999 - À travers le Morbihan 2000 - Trofeo de los Escaladores - À travers le Morbihan - 1 etapa de la Ruta del Sur - 1 etapa del Regio-Tour - Tour de Limousin, más 1 etapa - Copa de Francia 2001 - 1 etapa del Critérium Internacional - Regio-Tour, más 2 etapas - Boucles de l'Aulne 2002 - 1 etapa de los Cuatro Días de Dunkerque - 1 etapa de la Dauphiné Libéré - 3.º en el Campeonato de Francia en Ruta - 1 etapa del Tour de Francia - Tour de Limousin, más 1 etapa | 2003 - 3.º en el Campeonato de Francia en Ruta 2005 - 1 etapa de la Ruta del Sur 2006 - 1 etapa de la Ruta del Sur - 1 etapa del Tour de l'Ain 2007 - 3.º en el Campeonato de Francia en Ruta - 1 etapa del Tour de l'Ain 2008 - 1 etapa del Tour de Valonia |

## Resultados en Grandes Vueltas y Campeonatos del Mundo
| Carrera         | Carrera         | 1995 | 1996 | 1997 | 1998 | 1999 | 2000 | 2001 | 2002 | 2003 | 2004 | 2005 | 2006 | 2007 | 2008 |
| --------------- | --------------- | ---- | ---- | ---- | ---- | ---- | ---- | ---- | ---- | ---- | ---- | ---- | ---- | ---- | ---- |
|                 | Giro de Italia  | —    | —    | Ab.  | —    | —    | —    | —    | —    | —    | —    | 23.º | 14.º | Ab.  | —    |
|                 | Tour de Francia | —    | —    | —    | —    | —    | —    | 55.º | 52.º | 40.º | 39.º | 52.º | 47.º | 30.º | —    |
|                 | Vuelta a España | —    | —    | —    | —    | —    | 48.º | —    | —    | —    | —    | —    | —    | —    | Ab.  |
| Mundial en Ruta | Mundial en Ruta | —    | —    | —    | —    | —    | 90.º | Ab.  | —    | 51.º | —    | —    | —    | —    | —    |

—: no participa

Ab.: abandono

## Equipos
- Festina
- Jean Delatour
- Crédit Agricole

## Reconocimientos
- 2.º en la Bicicleta de Oro Francesa (2002)